# Anastrophyllum tristanianum
Anastrophyllum tristanianum là một loài rêu trong họ Anastrophyllaceae. Loài này được J.J. Engel mô tả khoa học đầu tiên năm 1977.